# Skull and Bones
Skull and Bones («Teschio e ossa» in lingua italiana) è una società segreta studentesca dell'università Yale, in Connecticut, formata da quindici senior scelti l'anno accademico precedente.
È la più antica fra associazioni analoghe presenti a Yale, essendo stata fondata nel 1832 durante la presidenza di Andrew Jackson. La Russell Trust Association, composta dagli ex-membri, ne amministra il patrimonio immobiliare e la gestione organizzativa. Skull and Bones è colloquialmente chiamata «Bones» e i suoi appartenenti «Bonesmen». Per via del suo carattere riservato e di un elevato numero di illustri ex-appartenenti, è stata citata in varie teorie del complotto.
Mutuando dal linguaggio universitario statunitense, ciascuna «annata» di quindici membri è detta «classe». Quando, in qualunque momento o per qualunque ragione, un Bonesman scrive ad un altro Bonesman, conclude la lettera con «Yours in 322» (letteralmente: «Tuo, nel 322»), in riferimento al numero che appare nello stemma della società.
Secondo il sociologo Rick Fantasia, la Skull and Bones Society funge da "condotto verso la Corte Suprema, la CIA, gli studi legali e i consigli di amministrazione più prestigiosi del paese, tra gli altri".

## Storia
Skull and Bones è stata fondata nel 1832 in seguito ad una disputa fra i circoli di dibattito Linonia, Brothers in Unity e The Calliopean Society in merito all'assegnazione dei premi di quell'anno della confraternita Phi Beta Kappa. William Huntington Russell e Alphonso Taft (padre del presidente William Howard Taft) per ripicca fecero nascere «the Order of the Skull and Bones». Nel 1856 fu invece costituita la Russell Trust Association, per gestire il patrimonio di Skull and Bones: esso consiste nella «Tomba», l'edificio della società nel campus di Yale, e in Deer Island, un isolotto sul fiume San Lorenzo al confine tra Canada e Stati Uniti. A capo di questa organizzazione fu posto, oltre allo stesso Russell, Daniel Coit Gilman, a sua volta ex Bonesman che sarebbe divenuto presidente dell'Università della California, primo presidente in ordine cronologico della Johns Hopkins University e presidente fondatore del Carnegie Institution.

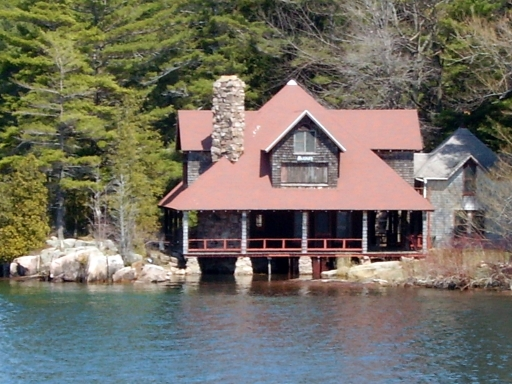
Caseggiato sulla Deer Island di proprietà della Russell Trust Association

La prima menzione esplicita di Skull and Bones risale al libro del 1871 Four Years at Yale («Quattro anni a Yale») di Lyman Bagg. Bagg scrisse: «il mistero attorno alla sua esistenza [di Skull and Bones] è il grande enigma su cui i pettegolezzi non finiscono mai». Nel suo Yale: a History, la storica Brooks Mather Kelley attribuisce l'interesse attorno a Skull and Bones e alle altre società simili, di soli senior, al fatto che i membri delle associazioni segrete aperte anche a studenti più giovani tornavano all'università anche negli anni successivi alla loro iniziazione e potevano quindi diffondere informazioni sui rituali e le pratiche nascoste; i senior, invece, si laureavano nello stesso anno ed erano praticamente impossibilitati a rivelare alcunché ai compagni.

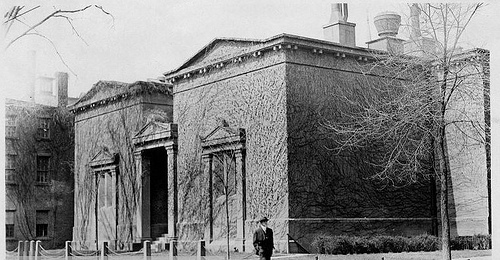
La Tomba, sede di Skull and Bones, agli albori del XX secolo

Skull and Bones non è, come veniva accennato, l'unica realtà del suo tipo. All'interno dell'Università di Yale vi sono infatti altre cinque società segrete per senior: alcune delle più note, in un certo senso in competizione con Skull and Bones, sono Scroll and Key, Book and Snake e Wolf's Head; tutte reclutano quindici militanti all'anno, e molte hanno sede in edifici architettonicamente lugubri detti «tombe». Ogni primavera si svolge il Tap Day, in cui esponenti di ciascuna società segreta procedono a toccare sulla spalla gli studenti del terzo anno, i junior, che intendono cooptare per il successivo anno accademico, procedendo in seguito ad integrare altri prescelti se quelli originali vengono meno; alla fine verranno selezionati, in tutto, 90 studenti sui circa 1.300 dell'anno di corso.
Questa tradizione risale al 1879 (in precedenza, i «reclutatori» visitavano le «reclute» nelle loro camere, nottetempo), mentre ai primi anni 1990 è datata l'ammissione delle donne ai ranghi di Skull and Bones: Yale accettò le prime studentesse nel 1969, ma la società segreta rimase esclusivamente maschile fino al 1992. I Bonesmen del 1971 provarono a selezionare delle studentesse, ma furono fermati dagli ex-allievi che li appellarono come «bad club» e cassarono il tentativo di integrazione. «The issue», il problema, come l'ammissione delle donne divenne eufemisticamente noto, fu discusso per decenni all'interno del gruppo finché nel 1991 sette studentesse ricevettero il «tap». Anche stavolta la Russell Trust intervenne a stroncare la riforma e addirittura cambiò i lucchetti alla Tomba, la sede della società a Yale, costringendo i Bonesmen a riunirsi nell'edificio di un'altra associazione segreta di più larghe vedute, la Manuscript Society.
A quel punto tutti gli ex-membri furono chiamati a votare per posta per risolvere definitivamente «the issue»: la proposta di integrare le donne vinse per 368 a 320. Una fazione, guidata da William Buckley dell'annata 1950, si rifiutò di cedere e ottenne una sospensiva dalla corte d'appello di New Haven con il pretesto della necessità di una modifica alle regole della società. Altri, come John Kerry, si espressero invece a favore dell'apertura alle studentesse e perfino il New York Times dedicò un editoriale all'argomento. Una seconda votazione, tenutasi dal vivo all'interno della Tomba nell'ottobre 1991, ratificò infine per 387-327 l'inclusione delle donne nella classe 1992, e il processo in tribunale fu ritirato.
Skull and Bones è balzata alle attenzioni della cronaca durante le elezioni presidenziali statunitensi del 2004, in quanto entrambi i principali candidati, John Kerry del Partito Democratico e George W. Bush del Partito Repubblicano, ne erano stati membri negli anni sessanta. Sono stati interrogati in merito durante due diverse puntate del programma di approfondimento Meet the Press della NBC: Kerry ha risposto che la sua appartenenza a Skull and Bones «non significa molto, perché è un segreto» mentre Bush ha spiegato che è una società «talmente segreta che non ne possiamo parlare».

## Caratteristiche e tradizioni
I membri di Skull and Bones sono considerati parte della cosiddetta «Power Elite», cioè quel piccolo numero di individui di spicco con una elevata influenza sulla comunità. Nell'annuario di Yale del 1968 Lanny Davis descrisse così la composizione media di un'annata di Skull and Bones:
(Lanny Davis, citato da Alexandra Robbins)

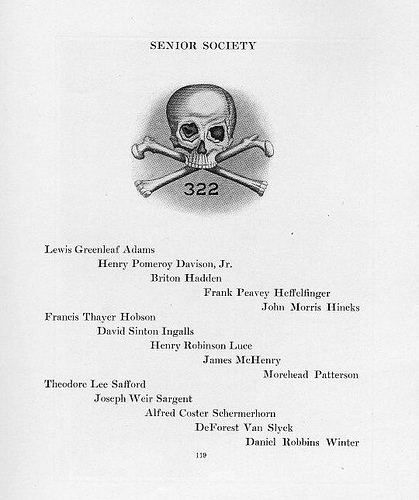
Elenco degli appartenenti all'annata 1920. Notare Henry Luce, futuro fondatore di TIME.

Similarmente a come la stessa università rifiutasse le immatricolazioni su base etnica o religiosa e imitata dalle altre società segrete di Yale, l'appartenenza a Skull and Bones è stata limitata quasi esclusivamente a maschi anglosassoni, bianchi e protestanti per gran parte della sua storia. Alcuni cattolici rappresentarono le prime eccezioni a questa regola. Molto più difficoltosa fu l'ammissione degli ebrei e degli afro-americani; esponenti di queste fasce demografiche furono in grado di farsi cooptare attraverso le proprie performance sportive, vista la tradizione di fare il «tap» ad atleti di chiara fama: furono ad esempio campioni di football americano il primo ebreo, Al Hessberg nel 1938, e il primo nero, Levi Jackson nel 1950 (sebbene abbia poi declinato il «tap» per far parte di un'altra associazione, la Berzelius Society).
Judith Ann Schiff, archivista capo della biblioteca dell'università di Yale, ha scritto: «I nomi dei membri [di Skull and Bones] non erano tenuti segreti — questa è stata una innovazione degli anni 1970 — ma le riunioni e le pratiche lo erano». Nel 1985 una fonte anonima passò ad Antony C. Sutton i registri completi con tutti i membri. Queste informazioni furono tenute segrete per quindici anni, temendo che potessero compromettere l'identità dell'appartenente alla società segreta che le aveva divulgate. Sutton ha scritto due libri in merito: America's Secret Establishment: An Introduction to the Order of the Skull and Bones e Fleshing out Skull and Bones, pubblicato nel 2003 con il suddetto elenco in appendice.
Basandosi su questo elenco, risulterebbero aver fatto parte di Skull and Bones: il giudice della Corte suprema e presidente William Howard Taft; i presidenti George H. W. Bush e il figlio George W. Bush; i giudici della Corte suprema Morrison Waite e Potter Stewart; il fondatore e capo della sezione del controspionaggio della CIA James Jesus Angleton; Henry Stimson, segretario della guerra durante il secondo conflitto mondiale e il suo successore Robert Lovett, che diresse invece la guerra di Corea; Henry Luce, fondatore ed editore delle riviste Time, Fortune e Sports Illustrated; John Kerry, politico democratico, ex senatore, candidato alle elezioni presidenziali del 2004 e segretario di Stato nel gabinetto del secondo mandato di Barack Obama; Stephen A. Schwarzman, fondatore della compagnia d'investimenti Blackstone Group; Austan Goolsbee, presidente del Consiglio dei Consulenti Economici di Barack Obama; Harold Stanley, fondatore della banca d'affari Morgan Stanley; Frederick Smith, fondatore dell'azienda di spedizioni FedEx.

### Rituali e folklore
(Alexandra Robbins, sul rito di iniziazione)

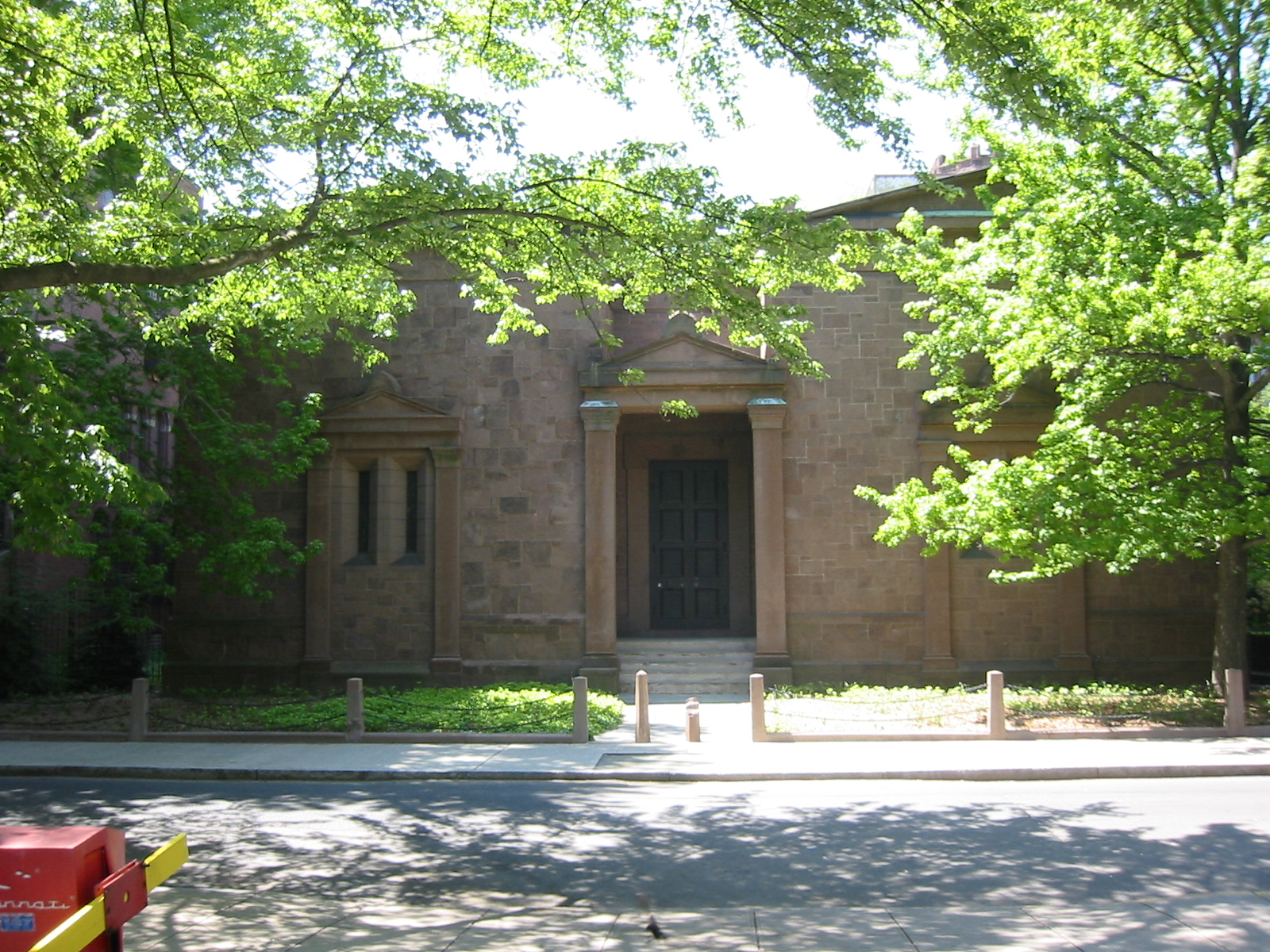
L'ingresso della Tomba, l'edificio di Yale in cui si riuniscono i Bonesmen, fotografato nel 2006

Skull and Bones ha un complesso di rituali e tradizioni a forte valenza esoterica e simbolica, tenuto nel più stretto riserbo e parzialmente ricostruito da fonti giornalistiche tramite interviste a presunti appartenenti alla società, protetti dall'anonimato. Alexandra Robbins, autrice di Secrets of the Tomb, ha definito il cerimoniale «un incontro tra Harry Potter e Dracula», mentre The Atlantic Monthly ha scritto che il più grande segreto della setta potrebbe essere «che i suoi segreti sono essenzialmente banali».
Il giornalista del New York Observer Ron Rosenbaum, nella notte del 23 aprile 2001, si appostò con alcuni collaboratori sul tetto di un edificio affacciato sul cortile interno della «Tomba» e filmò, con l'ausilio di telecamere per la visione notturna, parte della caotica cerimonia di iniziazione; il video fu anche ritrasmesso dalla ABC. Fra urla, ossa e uccisioni simulate, il reporter distinse anche un imitatore dell'ex Bonesman George W. Bush (il quale aveva appena vinto le elezioni presidenziali) che ammoniva i neofiti «ti farò a pezzi come ho fatto a pezzi Al Gore», il candidato sconfitto. Il rituale poi proseguiva, nascosto ad occhi indiscreti, nella camera più interna della Tomba, detta «Tempio Interno» o «Camera 322». Qui, secondo anonimi informatori dei giornalisti, il neofita (com'è noto l'iniziato) viene fatto accomodare in una bara per rinascere dal mondo dei «barbari», il nome che riunisce tutti i non appartenenti alla società segreta. Tutto ciò avviene alla presenza di quanti più Bonesmen dei passati anni (detti «patriarchi») si riesca a radunare.
Agli iniziati viene attribuito un nuovo nome, un nomignolo con il quale saranno noti ai compagni di Skull and Bones per il resto della vita. Questo "battesimo" avviene secondo regole e usanze precise: il più alto del gruppo, ad esempio, sarà detto «Long Devil» e «Boaz» (abbreviazione di Belzebù); altri nomi sono tratti dalla letteratura («Hamlet», «Zio Remus») o dalla mitologia, specialmente nordica (si conoscono «Odino», «Thor» e «Baal»). «Magog» è invece il neo-affiliato con più esperienza sessuale («Gog» è, all'altro opposto, quello con meno) — un «Magog» fu ad esempio George H. W. Bush, al cui figlio George W. fu invece lasciata libertà di coniare il proprio soprannome: non venendogli in mente nulla sul momento, gli altri lo bollarono «Temporary», temporaneo, che finì per diventare il suo nickname permanente.

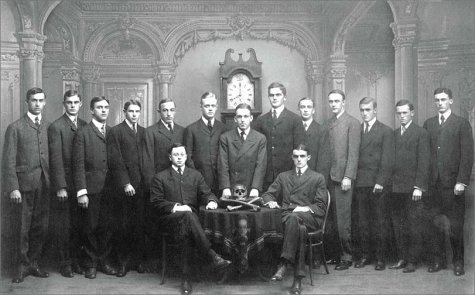
Una classe di 15 Bonesmen. Notare le ossa umane sul tavolo e l'orologio a pendolo sulle ore 8:00, forse parte del simbolismo di Skull and Bones.

La classe corrente di Skull and Bones si riunisce ogni martedì e domenica sera per la cena: dopo alcuni canti rituali e l'«Hearing of Excuses», in cui ciascun membro fa ammenda dei propri errori, si mangia. In seguito, si dibatte per novanta minuti di argomenti estratti a sorte. Un momento topico della vita di un iniziato a Skull and Bones è il «Connubial Bliss», in cui tutti devono raccontare nei minimi dettagli il loro passato sessuale e sentimentale.
Non è noto cosa rappresenti il 322, presente nell'emblema e ricorrente nella simbologia di Skull and Bones. Secondo teorie giornalistiche, potrebbe riferirsi all'anno di morte dell'oratore greco Demostene, deceduto ad Atene nel 322 a.C. e considerato importante per una associazione fondata sulla pratica del dibattito, oppure ad un «Corps» presso una ignota università tedesca a cui Skull and Bones si è ispirata, divenendo quindi il «2nd Corps, founded in '32», il 2° Corps, fondato nel 1832.
Infine Skull and Bones è stata sovente accusata di «crooking», cioè rubare oggetti simbolici da altre società segrete o addirittura dalla proprietà dell'università di Yale. Nel 1986 il capo Apache Ned Anderson seppe da un anonimo che Skull and Bones possedeva il teschio del leggendario guerriero indiano Geronimo e sporse quindi denuncia per restituirlo alla sua sepoltura originaria — da allora vi sono stati altri simili processi giudiziari. L'associazione negò in sede legale di possedere una simile reliquia e ne mostrò invece una anatomicamente incompatibile; in via confidenziale altri appartenenti hanno confermato che nella loro cripta sia conservato un teschio chiamato appunto «Geronimo». Una lettera del 1918, scoperta nel 2006, sembra confermare che i Bonesmen disseppellirono effettivamente questo cranio a Fort Sill, sebbene ricercatori storici abbiano messo in dubbio che si tratti davvero del capo indiano. Della spedizione che recuperò tali resti viene comunemente indicato come partecipante anche il senatore Prescott Bush, padre e nonno dei due presidenti.

## Nella cultura di massa
L'organizzazione è citata in un gran numero di romanzi ed opere di fantasia, di pubblicazioni sulle teorie del complotto, di film e non mancano le parodie. Nel film The Good Shepherd di Robert De Niro, gli avvenimenti sono raccontati attraverso il personaggio interpretato da Matt Damon, l'agente Edward Wilson, ispirato a James Jesus Angleton, capo del controspionaggio della CIA per molti anni. Questi è un giovane e brillante studente di poesia all'Università di Yale che viene cooptato nell'organizzazione studentesca degli Skull and Bones, fucina di leader dalla quale saranno arruolati i futuri quadri dell'intelligence statunitense.
- In una puntata della serie animata I Simpson c'è una parodia della Skull & Bones in cui il ricchissimo Charles Montgomery Burns ne diventa membro nel 1914. Molti sceneggiatori della serie si sono laureati ad Harvard e spesso trovano l'occasione di prendere in giro i "rivali" di Princeton e Yale. Lo stesso avviene in una puntata della serie animata I Griffin dove il padre di Lois, Carter Pewterschmidt, riesce a far inserire il nipote Chris nella setta chiamata "Teschi e Ossa".
- La setta è citata nel telefilm Gossip Girl durante la visita dei protagonisti alle università dell'Ivy League, precisamente proprio a Yale (ep. 2x06 "Il nuovo paradiso può attendere").
- Nel film The Skulls - I teschi del 2000, diretta da Rob Cohen e interpretata, tra gli altri, da Joshua Jackson, narra le vicende di uno studente desideroso di entrare a far parte dell'organizzazione dei Teschi.
- La società segreta viene citata anche nella serie tv "Veronica Mars" quando, la stessa protagonista, la paragona alla società segreta del proprio college.

Nel telefilm Gilmore Girls (Una mamma per amica) viene fatto riferimento a Skull and Bones in occasione dell'introduzione nella serie di una società segreta di fantasia di nome "Brigata della vita e della morte" di cui il fidanzato di Rory, Logan Huntzberger, fa parte. La puntata in cui il gruppo è protagonista si intitola You Jump, I Jump, Jack, puntata numero 7 della quinta stagione.